# Lista nagród i wyróżnień Audrey Hepburn
Audrey Hepburn otrzymała szereg nagród i wyróżnień w trakcie 33-letniej kariery aktorskiej. Wygrywała lub nominowana była do nich za pracę w filmach, na scenie oraz za działalność humanitarną. Pięciokrotnie uzyskiwała nominacje do nagrody Akademii Filmowej, z czego raz była laureatką – za kreację księżniczki Anny w komedii romantycznej Rzymskie wakacje (1953). Hepburn była również m.in. trzykrotną zdobywczynią brytyjskiej BAFTY i włoskiego Davida di Donatello, dwukrotną laureatką nagrody Stowarzyszenia Nowojorskich Krytyków Filmowych oraz zdobywczynią Złotego Globu, spośród dziewięciu nominacji. W 1954 została nagrodzona prestiżową Tony Award za występ w sztuce Ondyna. W 1993 pośmiertnie przyznano jej specjalnego Oscara (nagrodę im. Jeana Hersholta) za działalność i zaangażowanie w pomoc humanitarną. Audrey Hepburn pozostaje jedną z 16 osób w historii, które zdobyły EGOT, czyli statuetkę Emmy, Grammy, Oscara i Tony.
Amerykański Instytut Filmowy (AFI) kilkukrotnie doceniał jej talent, między innymi klasyfikując ją na 3. miejscu w rankingu „największych aktorek wszech czasów” (1999) oraz zestawiając wykonanie przez nią utworu „Moon River” w komedii romantycznej Śniadanie u Tiffany’ego (1961) na 4. miejscu listy „100 najlepszych piosenek filmowych” (2004). W 2003 Hepburn została uhonorowana przez pocztę Stanów Zjednoczonych, która umieściła jej wizerunek na znaczkach pocztowych w związku z edycją „Legendy Hollywoodu”. Od 8 lutego 1960 posiada gwiazdę na Hollywoodzkiej Alei Sław, mieszczącą się przy 1652 Vine Street.

## Nagrody i nominacje

### David di Donatello
David di Donatello jest włoską nagrodą filmową, przyznawaną od 1956 przez Włoską Akademię Filmową. Hepburn, spośród trzech uzyskanych nominacji w kategoriach konkursowych, zdobyła trzy statuetki.
| Rok  | Nominowane dzieło       | Kategoria                     | Wynik   | Źr    |
| ---- | ----------------------- | ----------------------------- | ------- | ----- |
| 1960 | Historia zakonnicy      | Najlepsza aktorka zagraniczna | Wygrana | [ 2 ] |
| 1962 | Śniadanie u Tiffany’ego | Najlepsza aktorka zagraniczna | Wygrana | [ 3 ] |
| 1965 | My Fair Lady            | Najlepsza aktorka zagraniczna | Wygrana | [ 3 ] |

### Film Society of Lincoln Center
Film Society of Lincoln Center (FSLC) jest organizacją prezentującą filmy, założoną w 1969. Jako jedna z dwunastu organizacji Lincoln Center for the Performing Arts organizuje uroczystość wręczania corocznych nagród The Chaplin Award (wcześniej znanych jako Gala Tribute). Hepburn uhonorowano 22 kwietnia 1991, w uznaniu za całokształt twórczości. Na tę okoliczność przeprowadzono krótką retrospekcję filmów z udziałem aktorki.
| Rok  | Nominowane dzieło      | Kategoria    | Wynik   | Źr    |
| ---- | ---------------------- | ------------ | ------- | ----- |
| 1991 | Całokształt twórczości | Gala Tribute | Wygrana | [ 5 ] |

### Międzynarodowy Festiwal Filmowy w San Sebastián
Międzynarodowy Festiwal Filmowy w San Sebastián (SS IFF) to hiszpański festiwal filmowy, który został pierwotnie ustanowiony w celu nagradzania rodzimych produkcji w 1953 w San Sebastián. Hepburn otrzymała nagrodę Zuluety w 1959 za występ w filmie Historia zakonnicy.
| Rok  | Nominowane dzieło  | Kategoria       | Wynik   | Źr    |
| ---- | ------------------ | --------------- | ------- | ----- |
| 1959 | Historia zakonnicy | Nagroda Zuluety | Wygrana | [ 6 ] |

### Nagroda Akademii Filmowej

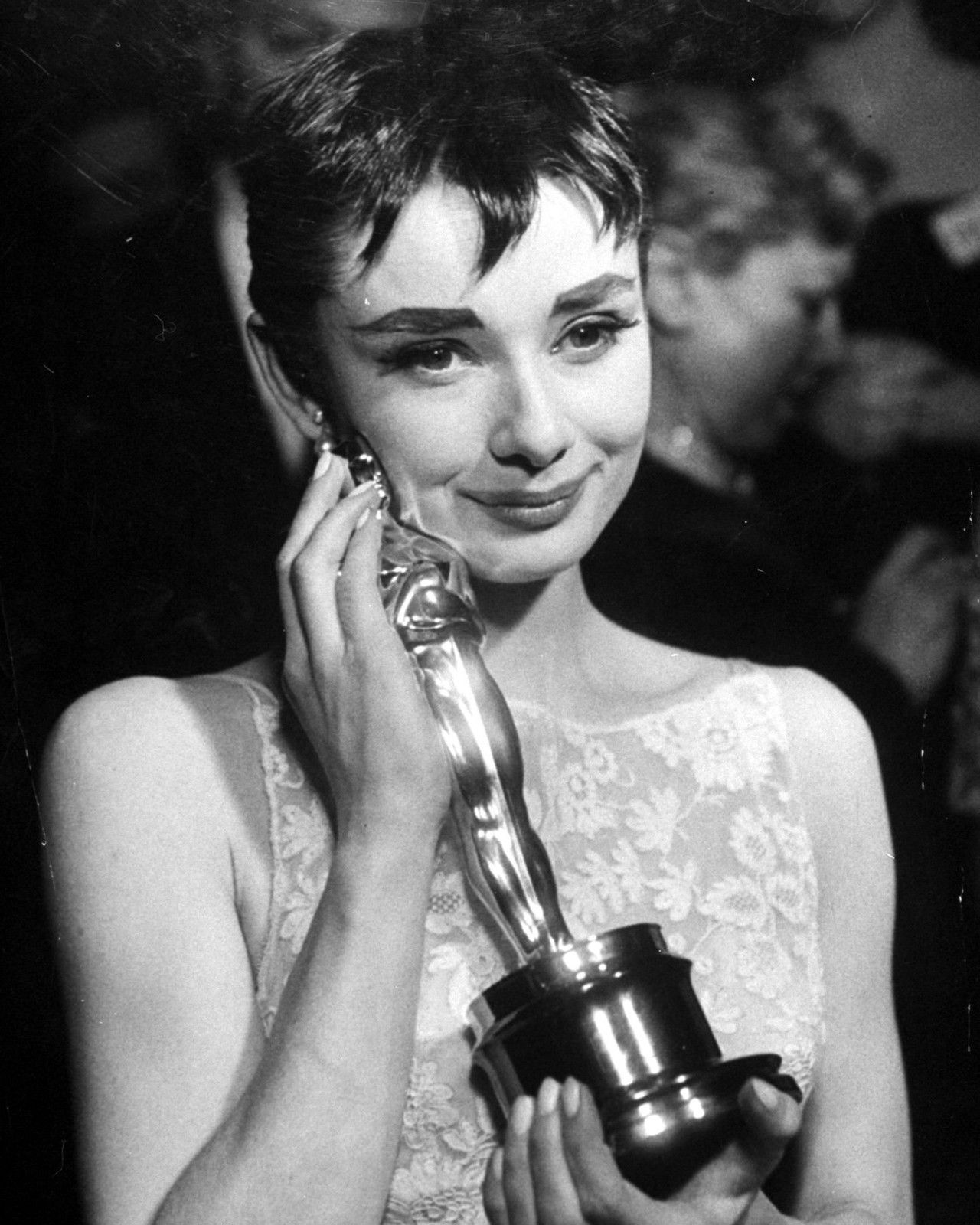
Audrey Hepburn ze statuetką Oscara, otrzymaną za rolę księżniczki Anny w filmie Rzymskie wakacje (1953), 25 marca 1954

Nagrody Akademii Filmowej, zwane powszechnie Oscarami, są corocznie przyznawane przez Amerykańską Akademię Sztuki i Wiedzy Filmowej (AMPAS) najlepszym artystom przemysłu filmowego. Hepburn była pięciokrotnie nominowana do tej nagrody w kategoriach konkursowych i otrzymała jedną statuetkę dla najlepszej aktorki pierwszoplanowej za kreację księżniczki Anny w filmie Rzymskie wakacje (1953). 29 marca 1993 aktorka została pośmiertnie uhonorowana specjalnym Oscarem – nagrodą za działalność humanitarną im. Jeana Hersholta.
| Rok  | Nominowane dzieło       | Kategoria                                              | Wynik     | Źr     |
| ---- | ----------------------- | ------------------------------------------------------ | --------- | ------ |
| 1954 | Rzymskie wakacje        | Najlepsza aktorka pierwszoplanowa                      | Wygrana   | [ 8 ]  |
| 1955 | Sabrina                 | Najlepsza aktorka pierwszoplanowa                      | Nominacja | [ 9 ]  |
| 1960 | Historia zakonnicy      | Najlepsza aktorka pierwszoplanowa                      | Nominacja | [ 10 ] |
| 1962 | Śniadanie u Tiffany’ego | Najlepsza aktorka pierwszoplanowa                      | Nominacja | [ 11 ] |
| 1968 | Doczekać zmroku         | Najlepsza aktorka pierwszoplanowa                      | Nominacja | [ 12 ] |
| 1993 | Działalność humanitarna | Nagroda za działalność humanitarną im. Jeana Hersholta | Wygrana   | [ 13 ] |

### Nagroda BAFTA
Nagrody BAFTA przyznawane są corocznie przez Brytyjską Akademię Sztuk Filmowych i Telewizyjnych w dziedzinie filmu. Spośród pięciu uzyskanych nominacji w kategoriach konkursowych, Hepburn zdobyła trzy statuetki dla najlepszej aktorki brytyjskiej. 22 marca 1992 otrzymała specjalną nagrodę za całokształt twórczości.

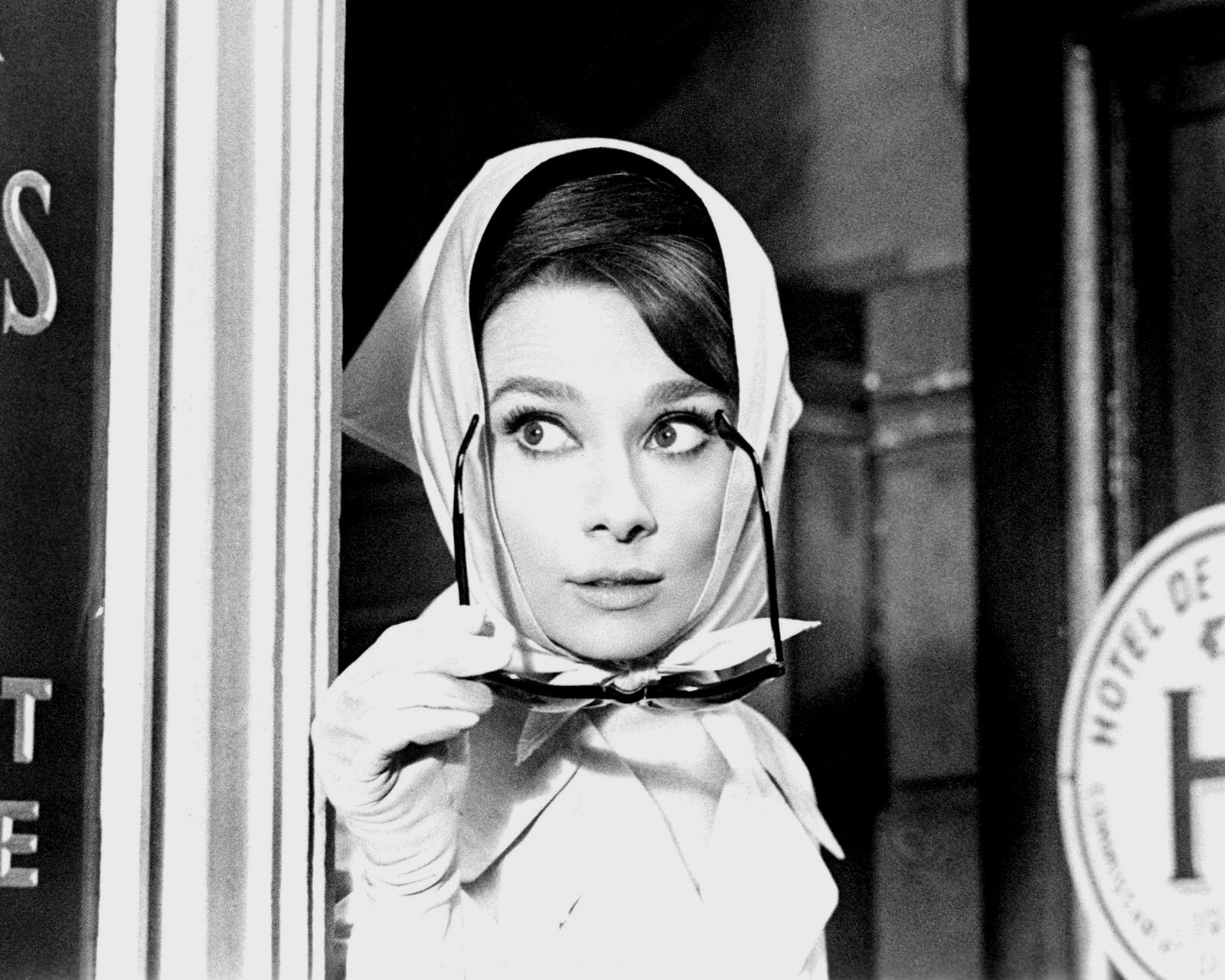
Audrey Hepburn w filmie Szarada (1963), za występ w którym zdobyła nagrodę BAFTA

| Rok  | Nominowane dzieło      | Kategoria                   | Wynik     | Źr     |
| ---- | ---------------------- | --------------------------- | --------- | ------ |
| 1954 | Rzymskie wakacje       | Najlepsza aktorka brytyjska | Wygrana   | [ 14 ] |
| 1955 | Sabrina                | Najlepsza aktorka brytyjska | Nominacja | [ 15 ] |
| 1957 | Wojna i pokój          | Najlepsza aktorka brytyjska | Nominacja | [ 16 ] |
| 1960 | Historia zakonnicy     | Najlepsza aktorka brytyjska | Wygrana   | [ 17 ] |
| 1965 | Szarada                | Najlepsza aktorka brytyjska | Wygrana   | [ 18 ] |
| 1992 | Całokształt twórczości | Special Award               | Wygrana   | [ 19 ] |

### Nagroda Bambi
Bambi jest niemiecką nagrodą przyznawaną corocznie artystom z kraju i zagranicy za osiągnięcia medialne i telewizyjne przez koncern Hubert Burda Media. Hepburn uzyskała cztery nominacje. W 1991 otrzymała specjalną nagrodę za dobroczynność.
| Rok  | Nominowane dzieło       | Kategoria                     | Wynik     | Źr            |
| ---- | ----------------------- | ----------------------------- | --------- | ------------- |
| 1954 | Rzymskie wakacje        | Najlepsza aktorka zagraniczna | Nominacja | [ 20 ]        |
| 1957 | Wojna i pokój           | Najlepsza aktorka zagraniczna | Nominacja | [ 20 ]        |
| 1958 | Zabawna buzia           | Najlepsza aktorka zagraniczna | Nominacja | [ 20 ]        |
| 1962 | Śniadanie u Tiffany’ego | Najlepsza aktorka zagraniczna | Nominacja | [ 20 ]        |
| 1991 | Dobroczynność           | Special Award                 | Wygrana   | [ 19 ] [ 21 ] |

### Nagroda Błękitnej Wstęgi
Nagroda Błękitnej Wstęgi przyznawana jest przez krytyków filmowych i pisarzy w Tokio. Hepburn została laureatką w 1953.
| Rok  | Nominowane dzieło | Kategoria  | Wynik   | Źr     |
| ---- | ----------------- | ---------- | ------- | ------ |
| 1953 | Rzymskie wakacje  | Box office | Wygrana | [ 15 ] |

### Nagroda Donaldsona
Nagroda Donaldsona przyznawana była w dziedzinie teatru w latach 1944−1955 przez tygodnik „Billboard”. Hepburn została nagrodzona za najlepszy debiutancki występ aktorski w sztuce Gigi (sezon 1951–1952).
| Rok  | Nominowane dzieło | Kategoria                             | Wynik   | Źr     |
| ---- | ----------------- | ------------------------------------- | ------- | ------ |
| 1952 | Gigi              | Najlepszy debiutancki występ aktorski | Wygrana | [ 15 ] |

### Nagroda Gildii Aktorów Ekranowych
Nagroda Gildii Aktorów Ekranowych (SAG Award) przyznawana jest corocznie przez członków związku zawodowego Screen Actors Guild w dziedzinie filmu i telewizji. Doceniając wkład w pracę na rzecz rozwoju kinematografii, członkowie związku przyznali Hepburn nagrodę za całokształt twórczości w 1992.
| Rok  | Nominowane dzieło      | Kategoria                                                   | Wynik   | Źr            |
| ---- | ---------------------- | ----------------------------------------------------------- | ------- | ------------- |
| 1992 | Całokształt twórczości | Nagroda Gildii Aktorów Ekranowych za całokształt twórczości | Wygrana | [ 19 ] [ 22 ] |

### Nagroda Grammy
Nagrody Grammy przyznawane są corocznie przez National Academy of Recording Arts and Sciences (NARAS). Hepburn została pośmiertnie nagrodzona statuetką za album Audrey Hepburn’s Enchanted Tales (1992).
| Rok  | Nominowane dzieło                | Kategoria                           | Wynik   | Źr     |
| ---- | -------------------------------- | ----------------------------------- | ------- | ------ |
| 1994 | Audrey Hepburn’s Enchanted Tales | Best Spoken Word Album for Children | Wygrana | [ 23 ] |

### Nagroda Laurela

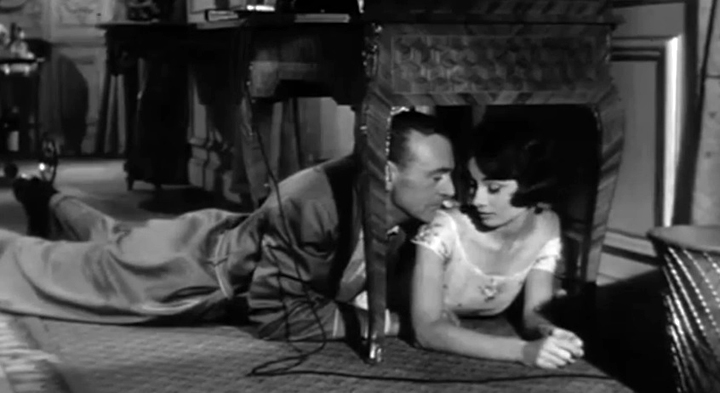
Gary Cooper i Audrey Hepburn w filmie Miłość po południu (1957), za występ w którym aktorka otrzymała nagrodę Laurela w 1958

Nagroda Laurela została ustanowiona w 1957 przez magazyn „Motion Picture”. Przyznawana była twórcom filmowym, aktorom, reżyserom i kompozytorom do 1971. Hepburn, spośród siedmiu nominacji w kategoriach konkursowych, uzyskała jedną statuetkę, za występ w filmie Miłość po południu (1957).
| Rok  | Nominowane dzieło       | Kategoria                          | Wynik     | Źr     |
| ---- | ----------------------- | ---------------------------------- | --------- | ------ |
| 1958 | Miłość po południu      | Najlepszy żeński występ w komedii  | Wygrana   | [ 15 ] |
| 1960 | Historia zakonnicy      | Najlepszy żeński występ w dramacie | Nominacja | [ 24 ] |
| 1961 | Gwiazda roku            |                                    | Nominacja | [ 24 ] |
| 1962 | Śniadanie u Tiffany’ego | Najlepszy żeński występ w komedii  | Nominacja | [ 24 ] |
| 1962 | Niewiniątka             | Najlepszy żeński występ w dramacie | Nominacja | [ 24 ] |
| 1963 | Gwiazda roku            |                                    | Nominacja | [ 25 ] |
| 1964 | Szarada                 | Najlepszy żeński występ w komedii  | Nominacja | [ 25 ] |
| 1965 | My Fair Lady            | Najlepszy żeński występ w komedii  | Nominacja | [ 25 ] |
| 1966 | Gwiazda roku            |                                    | Nominacja | [ 25 ] |
| 1968 | Doczekać zmroku         | Najlepszy żeński występ w dramacie | Nominacja | [ 25 ] |
| 1968 | Gwiazda roku            |                                    | Nominacja | [ 25 ] |

### Nagroda Primetime Emmy
Primetime Emmy Award przyznawane są corocznie za produkcję telewizyjną przez Academy of Television Arts & Sciences (ATAS). Hepburn była raz nominowana do tej nagrody i otrzymała ją pośmiertnie za miniserial Ogrody świata (1993).
| Rok  | Nominowane dzieło | Kategoria                                                 | Wynik   | Źr     |
| ---- | ----------------- | --------------------------------------------------------- | ------- | ------ |
| 1993 | Ogrody świata     | Doskonałe indywidualne osiągnięcia – program informacyjny | Wygrana | [ 19 ] |

### Nagroda Stowarzyszenia Nowojorskich Krytyków Filmowych

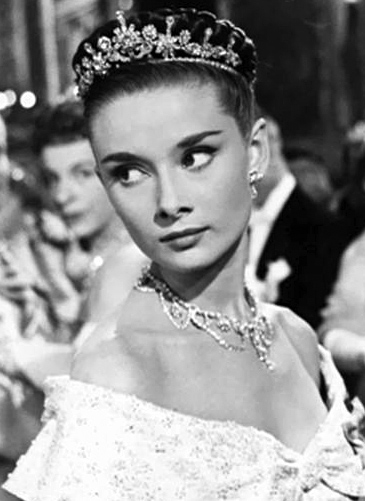
Audrey Hepburn za rolę księżniczki Anny w filmie Rzymskie wakacje (1953) otrzymała NYFCC Award

Nagroda Stowarzyszenia Nowojorskich Krytyków Filmowych (NYFCC Award) przyznawana jest rokrocznie, począwszy od 1935, w dziedzinie filmu przez Stowarzyszenie Nowojorskich Krytyków Filmowych. Hepburn była siedmiokrotnie nominowana w kategoriach konkursowych, zdobywając dwie nagrody.
| Rok  | Nominowane dzieło  | Kategoria         | Wynik     | Źr     |
| ---- | ------------------ | ----------------- | --------- | ------ |
| 1954 | Rzymskie wakacje   | Najlepsza aktorka | Wygrana   | [ 15 ] |
| 1955 | Sabrina            | Najlepsza aktorka | Nominacja | [ 15 ] |
| 1957 | Wojna i pokój      | Najlepsza aktorka | Nominacja | [ 15 ] |
| 1958 | Miłość po południu | Najlepsza aktorka | Nominacja | [ 15 ] |
| 1960 | Historia zakonnicy | Najlepsza aktorka | Wygrana   | [ 24 ] |
| 1965 | My Fair Lady       | Najlepsza aktorka | Nominacja | [ 25 ] |
| 1968 | Doczekać zmroku    | Najlepsza aktorka | Nominacja | [ 25 ] |

### Nagroda Theatre World
Nagroda Theatre World przyznawana jest twórcom teatralnym za najlepszy występ na Broadwayu. Hepburn została nagrodzona za obiecującą osobowość sezonu 1951–1952, gdy występowała w spektaklu Gigi.
| Rok  | Nominowane dzieło | Kategoria                      | Wynik   | Źr     |
| ---- | ----------------- | ------------------------------ | ------- | ------ |
| 1952 | Gigi              | Obiecująca osobowość 1951/1952 | Wygrana | [ 15 ] |

### Nagroda Tony
The Antoinette Perry Awards for Excellence in Theatre, znane bardziej jako nagrody Tony, przyznawane są przez American Theatre Wing i The Broadway League, które nagradzają dokonania w dziedzinie teatru amerykańskiego. Hepburn otrzymała statuetkę za najlepszy debiutancki występ aktorski w sztuce Ondyna (1954). W kwietniu 1968 została uhonorowana specjalną nagrodą Tony za całokształt twórczości.
| Rok  | Nominowane dzieło      | Kategoria                             | Wynik   | Źr            |
| ---- | ---------------------- | ------------------------------------- | ------- | ------------- |
| 1954 | Ondyna                 | Najlepszy debiutancki występ aktorski | Wygrana | [ 2 ] [ 8 ]   |
| 1968 | Całokształt twórczości | Special Tony Award                    | Wygrana | [ 12 ] [ 26 ] |

### Złoty Glob

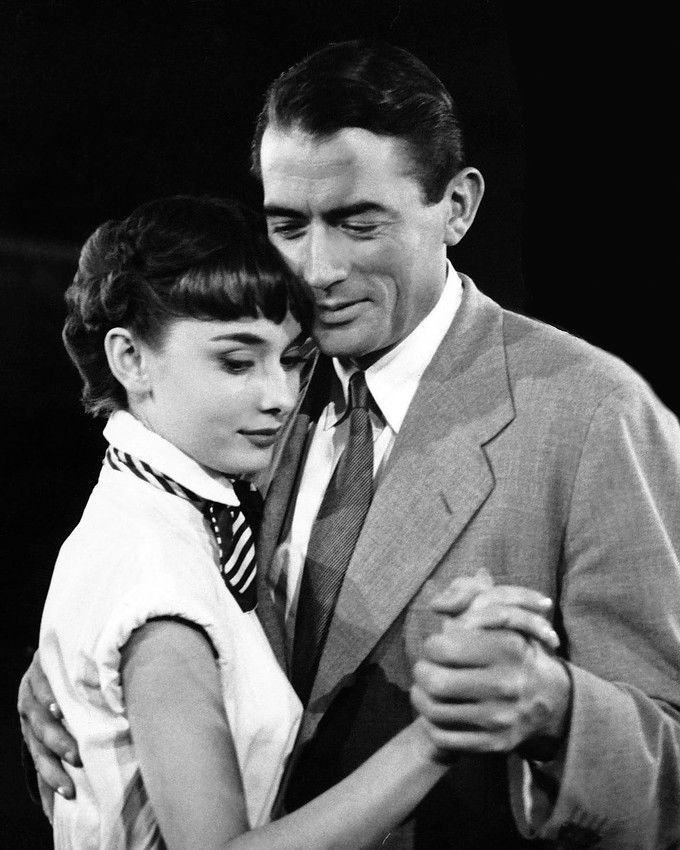
Hepburn i Gregory Peck zostali w 1955 laureatami Henrietta Award, Złotego Globu dla najpopularniejszych aktorów

Złote Globy wręczane są corocznie przez Hollywoodzkie Stowarzyszenie Prasy Zagranicznej (HFPA), która wyróżnia wybitne osiągnięcia w branży rozrywkowej, zarówno krajowej, jak i zagranicznej oraz skupia uwagę szerokiej publiczności na najlepszych filmach kinowych i telewizyjnych. Hepburn, spośród dziewięciu uzyskanych nominacji w kategoriach konkursowych, zdobyła jedną nagrodę, za rolę w filmie Rzymskie wakacje (1953). 20 stycznia 1990, za „wybitny wkład w rozwój kultury i rozrywki”, została uhonorowana nagrodą im. Cecila B. DeMille’a.
| Rok  | Nominowane dzieło         | Kategoria                                          | Wynik     | Źr     |
| ---- | ------------------------- | -------------------------------------------------- | --------- | ------ |
| 1954 | Rzymskie wakacje          | Najlepsza aktorka w filmie dramatycznym            | Wygrana   | [ 27 ] |
| 1955 | Najpopularniejsza aktorka | Henrietta Award                                    | Wygrana   | [ 15 ] |
| 1957 | Wojna i pokój             | Najlepsza aktorka w filmie dramatycznym            | Nominacja | [ 15 ] |
| 1958 | Miłość po południu        | Najlepsza aktorka w filmie komediowym lub musicalu | Nominacja | [ 15 ] |
| 1960 | Historia zakonnicy        | Najlepsza aktorka w filmie dramatycznym            | Nominacja | [ 24 ] |
| 1962 | Śniadanie u Tiffany’ego   | Najlepsza aktorka w filmie komediowym lub musicalu | Nominacja | [ 24 ] |
| 1964 | Szarada                   | Najlepsza aktorka w filmie komediowym lub musicalu | Nominacja | [ 25 ] |
| 1965 | My Fair Lady              | Najlepsza aktorka w filmie komediowym lub musicalu | Nominacja | [ 25 ] |
| 1968 | Doczekać zmroku           | Najlepsza aktorka w filmie dramatycznym            | Nominacja | [ 25 ] |
| 1968 | Dwoje na drodze           | Najlepsza aktorka w filmie komediowym lub musicalu | Nominacja | [ 25 ] |
| 1990 | Całokształt twórczości    | Nagroda im. Cecila B. DeMille’a                    | Wygrana   | [ 21 ] |

## Inne wyróżnienia
W 1954 Audrey Hepburn została wyróżniona tytułem „aktorki roku” za udział w programie The Colgate Comedy Hour, nadanym jej przez redakcję magazynu „Look”. Rok później przyznano jej francuską Victoire du Cinéma Award. W 1956 magazyn „Modern Screen” uhonorował aktorkę Modern Screen Award za najlepszy występ w filmie Wojna i pokój (1956). Trzy lata później Variety Club of Great Britain ogłosił Hepburn najlepszą aktorką 1959 roku. 8 lutego 1960, za wkład w przemysł filmowy, aktorka otrzymała gwiazdę na Hollywoodzkiej Alei Sław, która mieści się przy 1652 Vine Street. W tym samym roku związek zawodowy Motion Pictures Costumers przyznał jej Adam ’n’ Eve Award. W 1961 stowarzyszenie Cleveland Critics ogłosiło Hepburn najlepszą aktorką roku. Również w 1961 dodano ją do Międzynarodowej Listy Najlepiej Ubranych, utworzonej przez Eleanor Lambert. W 1962 Hepburn, trzeci raz z rzędu, wybrano do Fashion Hall of Fame. W 1964 otrzymała drugą w swoim dorobku Victoire du Cinéma Award. Cztery lata później aktorka została nagrodzona Maschera d’Argento Award za całokształt pracy artystycznej. Z rąk przedstawicieli Włoskiego Narodowego Syndykatu Dziennikarzy Filmowych otrzymała w 1968 specjalną „srebrną taśmę” Nastro d’argento.
6 marca 1987, w uznaniu za „znaczący wkład w sztukę”, Hepburn została odznaczona francuskim Orderem Sztuki i Literatury. W tym samym roku Variety Club of New York, za „wkład w świat filmów i wysiłki charytatywne na rzecz wszystkich dzieci wszystkich narodów”, przyznał aktorce Humanitarian Award. W 1988 Hepburn otrzymała od UNICEF-u The International Danny Kaye Award. Rok później uhonorowano ją International Humanitarian Award, przyznaną przez Prix d’ Humanité Award. W 1990 aktorka otrzymała Children’s Champion Award od UNICEF-u. W tym samym roku została wymieniona w gronie „50 najpiękniejszych ludzi świata” według magazynu „People” oraz uhonorowano ją Living Treasure Award w Nowej Zelandii.
Aktorka odebrała symboliczne klucze do miasta Chicago i Indianapolis (1990), Fort Worth (1991) oraz San Francisco i Providence (1992). W „uznaniu na rzecz pracy dla UNICEF-u”, burmistrz Fort Worth wydał proklamację ustanawiającą 28 lutego 1991 „dniem Audrey Hepburn” (takie samo rozporządzenie wydano ponownie 10 kwietnia 1992).

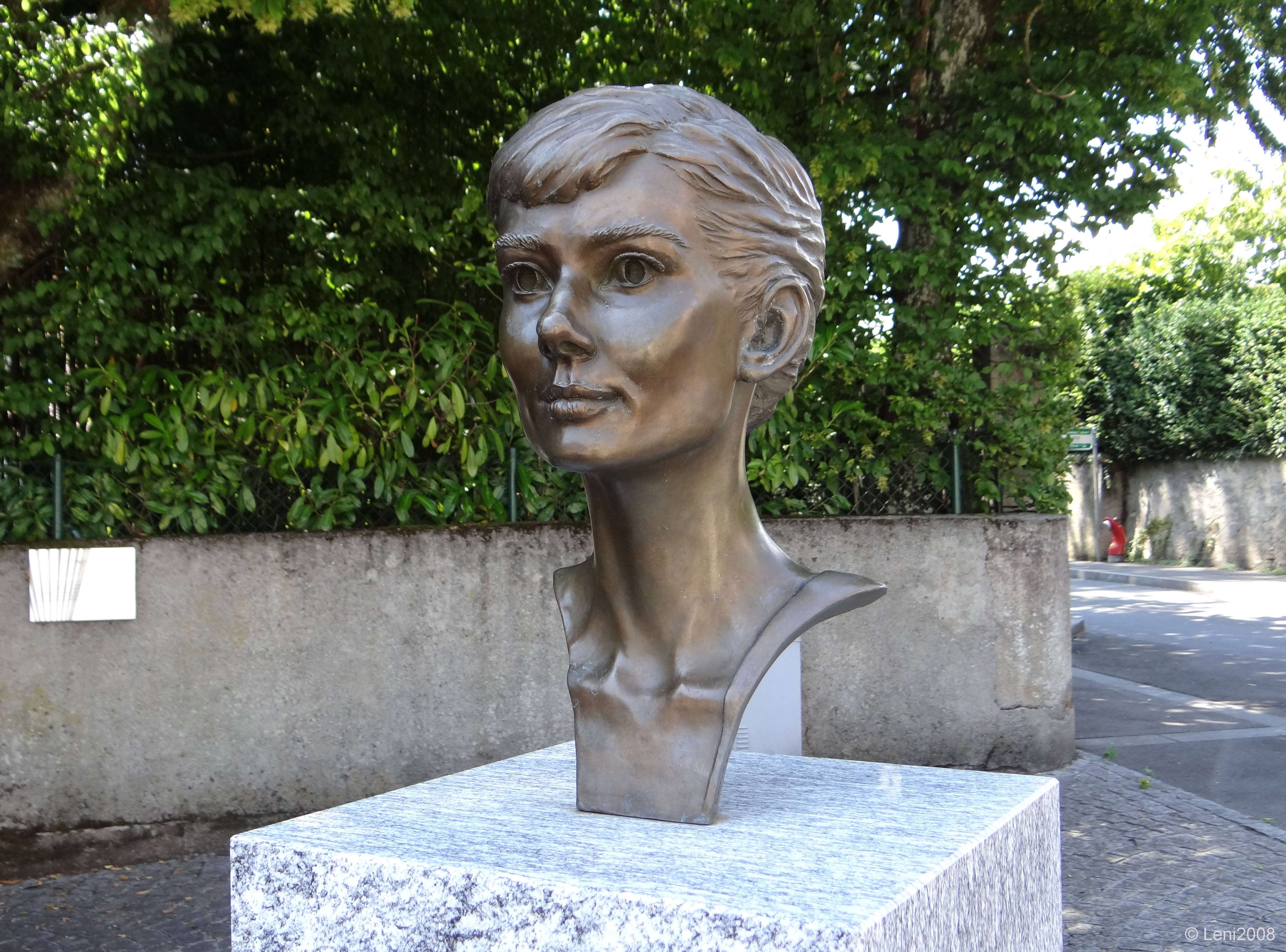
Pomnik aktorki w Tolochenaz (2016)

Za swoje zaangażowanie na rzecz pomocy humanitarnej, Hepburn uhonorowano w 1991 certyfikatem zasług UNICEF-u. Organizacje non-profit Children’s Institute Inc. i Sigma Theta Tau, za „pracę w imieniu dzieci na świecie”, nagrodziły ją tytułem Champion of Children Award oraz Distinguished International Lifetime Award. Organizacja Academy of Achievement przyznała Hepburn Golden Plate Award w 1991, w uznaniu za osiągnięcia w sztuce i służbie publicznej, „reprezentujące wielu, którzy wyróżniają się w wielkich dziedzinach działalności”. Variety Clubs International nagrodziło aktorkę Humanitarian Award, a UNICEF uhonorował ją Sindaci per L’infanzia Award. Za „zapobieganie i zmniejszanie głodu na świecie” Uniwersytet Browna przyznał Hepburn Alan Shawn Feinstein World Hunger Award. W 1992 Casita Maria Center for Arts & Education odznaczył aktorkę Gold Medal Award. Za „wybitny wkład w sztukę filmową” przyznano jej George Eastman Award. W grudniu 1992, za „znaczący wkład w sztukę i humanitaryzm”, została odznaczona przez prezydenta Stanów Zjednoczonych George’a H.W. Busha Medalem Wolności. Fundacja imienia Pearl S. Buck uhonorowała aktorkę w 1993 Pearl S. Buck Award. W 1996 brytyjski magazyn „Harper’s & Queen” obwołał Hepburn mianem „najbardziej fascynującej kobiety naszych czasów”. Również w 1996 stowarzyszenie Women in film uhonorowało ją Crystal Award. W 2000 Women’s International Center, w uznaniu za „oszałamiający wkład w ludzkość i trwałe dziedzictwo dla ludzkości”, przyznało aktorce pośmiertnie Living Legacy Award.
W 2002, na specjalnej sesji ONZ poświęconej dzieciom, UNICEF uhonorował spuściznę humanitarną Hepburn poprzez odsłonięcie pomnika The Spirit of Audrey autorstwa rzeźbiarza Johna Kennedy’ego, który znajduje się na terenie kwatery głównej ONZ w Nowym Jorku. W 2003 aktorka została uhonorowana przez pocztę Stanów Zjednoczonych, która umieściła jej wizerunek na znaczkach w związku z edycją „Legendy Hollywoodu”.
Amerykański Instytut Filmowy (AFI) kilkukrotnie doceniał talent Hepburn, klasyfikując ją w czerwcu 1999 na 3. miejscu w przygotowanym przez siebie rankingu „największych aktorek wszech czasów”. Pięć lat później zamieścił wykonanie przez nią utworu „Moon River” w filmie Śniadanie u Tiffany’ego (1961) na 4. lokacie listy „100 najlepszych piosenek filmowych”. W maju 2012 Hepburn znalazła się wśród brytyjskich ikon kulturowych, wybranych przez Petera Blake’a, które pojawiły się w jego nowej wersji najsłynniejszego dzieła − na okładce albumu Sgt. Pepper’s Lonely Hearts Club Band − aby uczcić w ten sposób najważniejsze osobistości kultury brytyjskiej, które autor podziwiał. Figura woskowa ukazująca aktorkę w roli Holly Golightly ze Śniadania u Tiffany’ego znajduje się w kilku filiach Madame Tussauds, m.in. w Hongkongu, Londynie i w Wiedniu. Zaprezentowany w 2015 robot Sophia wizualnie wzorowany był na Hepburn. Jej imieniem nazwano planetoidę (4238) Audrey. Hepburn pozostaje jedną z 16 osób, które zdobyły statuetkę Emmy, Grammy, Oscara i Tony, czyli tzw. EGOT.